# Borys Taščy
Borys Borysоvyč Taščy (in ucraino Борис Борисович Тащи?; Odessa, 26 luglio 1993) è un calciatore ucraino, centrocampista dell'Erzgebirge Aue.

## Caratteristiche tecniche
È un terzino destro.

## Carriera
Cresciuto nelle giovanili del Čornomorec', ha debuttato con la prima squadra il 17 luglio 2010 nel match pareggiato 1-1 contro lo Stal' Alčevs'k.
Nel 2012 viene ceduto alla Dinamo Mosca. Dopo due prestiti a Čornomorec' e Hoverla, viene svincolato ad agosto 2014.
Alcuni mesi dopo viene acquistato dallo Stoccarda.

## Statistiche

### Presenze e reti nei club
Statistiche aggiornate al 19 maggio 2017.
| Stagione           | Squadra            | Campionato         | Campionato | Campionato | Coppe nazionali | Coppe nazionali | Coppe nazionali | Coppe continentali | Coppe continentali | Coppe continentali | Altre coppe | Altre coppe | Altre coppe | Totale | Totale |
| Stagione           | Squadra            | Comp               | Pres       | Reti       | Comp            | Pres            | Reti            | Comp               | Pres               | Reti               | Comp        | Pres        | Reti        | Pres   | Reti   |
| ------------------ | ------------------ | ------------------ | ---------- | ---------- | --------------- | --------------- | --------------- | ------------------ | ------------------ | ------------------ | ----------- | ----------- | ----------- | ------ | ------ |
| 2010-2011          | Čornomorec'        | 2L                 | 22         | 5          | KU              | 0               | 0               | -                  | -                  | -                  | -           | -           | -           | 22     | 5      |
| ago. 2011          | Čornomorec'        | PL                 | 3          | 0          | CU              | 0               | 0               | -                  | -                  | -                  | -           | -           | -           | 3      | 0      |
| 2011-2012          | Dinamo Mosca       | PL                 | 0          | 0          | KR              | 0               | 0               | -                  | -                  | -                  | -           | -           | -           | 0      | 0      |
| 2012-2013          | Čornomorec'        | PL                 | 1          | 0          | CU              | 0               | 0               | -                  | -                  | -                  | -           | -           | -           | 1      | 0      |
| Totale Čornomorec' | Totale Čornomorec' | Totale Čornomorec' | 26         | 5          |                 | 0               | 0               |                    | -                  | -                  |             | -           | -           | 26     | 5      |
| 2013-2014          | Hoverla            | PL                 | 0          | 0          | CU              | 0               | 0               | -                  | -                  | -                  | -           | -           | -           | 0      | 0      |
| 2015-2016          | Stoccarda          | 2B                 | 9          | 0          | CG              | 1               | 0               | -                  | -                  | -                  | -           | -           | -           | 10     | 0      |
| 2016-feb. 2017     | Stoccarda          | 2B                 | 5          | 0          | CG              | 2               | 1               | -                  | -                  | -                  | -           | -           | -           | 7      | 1      |
| Totale Stoccarda   | Totale Stoccarda   | Totale Stoccarda   | 14         | 0          |                 | 3               | 1               |                    | -                  | -                  |             | -           | -           | 17     | 1      |
| feb.-giu. 2017     | Zbrojovka Brno     | 1L                 | 12         | 2          | CC              | 1               | 0               | -                  | -                  | -                  | -           | -           | -           | 17     | 0      |
| Totale carriera    | Totale carriera    | Totale carriera    | 52         | 7          |                 | 4               | 1               |                    | -                  | -                  |             | -           | -           | 56     | 8      |